# Ahmad Rashād
Ahmad Rashād, nato Robert Earl Moore Jr. (Portland, 19 novembre 1949), è un ex giocatore di football americano statunitense che ha giocato nel ruolo di wide receiver per St. Louis Cardinals, Buffalo Bills e Minnesota Vikings della National Football League (NFL). Rashād al college giocò a football presso l'Università dell'Oregon e fu scelto dai Cardinals nel corso del primo giro del Draft NFL 1972. Convocato quattro volte per il Pro Bowl, ha messo a segno 44 touchdown in carriera. 
Dopo il suo ritiro dal football, Rashad è passato alla televisione lavorando come analista in studio, telecronista e conduttore, in particolare i programmi settimanali della National Basketball Association NBA Inside Stuff  (1990–2004) e NBA Access with Ahmad Rashad  (2005–2011).

## Carriera professionistica

### St. Louis Cardinals
Rashād fu scelto dai Cardinals nel corso del primo giro, come 4º assoluto, nel Draft NFL 1972.

### Minnesota Vikings
Dopo tre stagioni passate tra St. Louis e Buffalo, Rashād trova la sua dimensione a Minneapolis, giocando per 7 stagioni per i Minnesota Vikings. Il 1978, 1979, 1980 e il 1981 sono le sue stagioni senz'altro migliori, durante le quali fa segnare numeri importanti dal punto di vista delle yard ricevute (1.156 nel 1979 e 1.095 nella stagione 1980), mette a segno 29 touchdown (8 nel 1978, 9 nel 1979, 5 nel 1980 e 7 nel 1981), viene convocato per 4 anni di fila al Pro Bowl, venendo eletto MVP dell'edizione del 1978. Precedentemente nel 1976, anno del suo debutto coi Vikings, era arrivato alla finale del Super Bowl XI perso contro gli Oakland Raiders nel quale aveva ricevuto tre passaggi per un totale di 53 yard, senza tuttavia mettere a segno alcun touchdown. Nel 1982 la sua carriera subì una battuta d'arresto: gioca solo 7 partite, complice uno sciopero che annullò le classifiche di Division, e al termine della stagione, chiusa con una sconfitta al Second Round contro i Washington Redskins futuri vincitori del Super Bowl XVII, concluse la propria carriera. Il 14 giugno 2017 fu annunciato dai Vikings che Rashād sarebbe stato indotto assieme a Randy Moss nel Minnesota Vikings Ring of Honor.

## Palmarès

### Franchigia
- National Football Conference Championship: 1

Minnesota Vikings: 1976

### Individuale
- MVP del Pro Bowl: 1

1978
- Convocazioni al Pro Bowl: 4

1978, 1979, 1980, 1981
- Second-Team All-Pro: 1

1979
- First-team All-NFC: 3

1978, 1979, 1980
- Second-team All-AFC: 1

1974
- Second-team All-NFC: 1

1981
- Squadra ideale del 25º anniversario dei Minnesota Vikings
- Squadra ideale del 40º anniversario dei Minnesota Vikings
- 50 Greatest Vikings
- College Football Hall of Fame (Classe del 2007)
- Minnesota Vikings Ring of Honor (Classe del 2017)

## Statistiche
Fonte: NFL.com
|        |                     | Ricezioni | Ricezioni | Ricezioni | Ricezioni | Ricezioni | Ricezioni | Ricezioni | Corse | Corse | Corse | Corse | Corse |
| Anno   | Squadra             | P         | PT        | Ric       | Yard      | Media     | Max       | TD        | Ten   | Yard  | Media | Max   | TD    |
| ------ | ------------------- | --------- | --------- | --------- | --------- | --------- | --------- | --------- | ----- | ----- | ----- | ----- | ----- |
| 1972   | St. Louis Cardinals | 14        | 14        | 29        | 500       | 17,2      | 98        | 3         | 9     | 44    | 4,9   | --    | 0     |
| 1973   | St. Louis Cardinals | 13        | 13        | 30        | 409       | 13,6      | 65        | 3         | --    | --    | --    | --    | --    |
| 1974   | Buffalo Bills       | 14        | 14        | 36        | 433       | 12,0      | 29        | 4         | --    | --    | --    | --    | --    |
| 1976   | Minnesota Vikings   | 13        | 13        | 53        | 671       | 12,7      | 47        | 3         | --    | --    | --    | --    | --    |
| 1977   | Minnesota Vikings   | 14        | 14        | 51        | 681       | 13,4      | 48        | 2         | --    | --    | --    | --    | --    |
| 1978   | Minnesota Vikings   | 16        | 16        | 66        | 769       | 11,7      | 58        | 8         | --    | --    | --    | --    | --    |
| 1979   | Minnesota Vikings   | 16        | 16        | 80        | 1156      | 14,5      | 52        | 9         | --    | --    | --    | --    | --    |
| 1980   | Minnesota Vikings   | 16        | 16        | 69        | 1095      | 15,9      | 76        | 5         | 1     | 8     | 8,0   | 8     | 0     |
| 1981   | Minnesota Vikings   | 16        | 16        | 58        | 884       | 15,2      | 53        | 7         | --    | --    | --    | --    | --    |
| 1982   | Minnesota Vikings   | 7         | 7         | 23        | 233       | 10,1      | 21        | 0         | --    | --    | --    | --    | --    |
| Totale |                     | 139       | 139       | 495       | 6831      | 13,8      | 76        | 44        | 10    | 52    | 5,2   | 8     | 0     |